# Флаг Британской антарктической территории
Флаг Британской антарктической территории принят в 1969 году, спустя семь лет после того, как была образована Британская антарктическая территория. До этого времени использовался флаг Фолклендских островов, из состава которых и была выделена данная территория.

## История
Флаг судов British Antarctic Survey (англ. British Antarctic Survey) представляет собой Blue Ensign с гербовым щитом Британской антарктической территории. В 1985 году был учреждён белый флаг с флагом Великобритании в крыже и гербом Британской антарктической территории в вольной части, для использования на британских исследовательских станциях на данной Территории, а также для штаба и офисов British Antarctic Survey. Это — единственный пример использования белого полотнища с британским флагом.

Флаг Комиссионера (Специального уполномоченного) с 1962 года

## Значение элементов герба на флаге
Факел — символ исследований. Белое поле с волнистыми синими полосками — покрытая льдом земля и воды Атлантики. Щит поддерживают Британский лев и пингвин, представитель местной фауны. В навершии герба — исследовательское судно «Дискавери».